# Diocesi di Busiri
La diocesi di Busiri (in latino Dioecesis Busiritana) è una sede soppressa e sede titolare della Chiesa cattolica.

## Storia
Busiri, nei pressi della città di Abu-Sir nel delta del Nilo, è un'antica sede episcopale della provincia romana dell'Egitto Secondo nella diocesi civile d'Egitto e nel patriarcato di Alessandria.
Il primo vescovo documentato fu Ermeone, vescovo meleziano, documentato per la prima volta in una lista di vescovi meleziani redatta da Atanasio di Alessandria successivamente al concilio di Nicea del 325. In questa lista Ermeone è menzionato come vescovo di Cinopoli inferiore e Busiri. Infatti, alla fine del III secolo, il nomos di Busiri era stato diviso in due con la nascita del nomos di Cinopoli inferiore: all'inizio del IV secolo le due città, per la loro vicinanza, erano rette da un solo vescovo. Il meleziano Ermeone fu ancora presente al sinodo di Tiro del 335 tra gli avversari di sant'Atanasio.
Nel V secolo è noto il vescovo Atanasio, indicato dalle fonti unicamente come vescovo di Busiri, che prese parte al concilio di Efeso del 449 e al concilio di Calcedonia del 451.
Tra VIII e XIII secolo sono noti cinque vescovi della Chiesa ortodossa copta: Giacomo, che prese parte all'elezione del patriarca Teodoro nel 730; Pietro, che visse all'epoca del patriarca Michele I (743-767); Severo, che fu vescovo durante il patriarcato di Filoteo (979-1003); Michele, che governò la diocesi all'epoca del patriarca Cirillo II (1078-1092); e Mohna, che era il più anziano vescovo d'Egitto quando morì il patriarca Giovanni VI nel 1216.
Dal XIX secolo Busiri è annoverata tra le sedi vescovili titolari della Chiesa cattolica; dal 27 novembre 1978 il vescovo titolare è Theodor Kettmann, già vescovo ausiliare di Osnabrück.

## Cronotassi

### Vescovi greci
- Ermeone † (prima del 325 - dopo il 335) (vescovo meleziano)
- Atanasio † (prima del 449 - dopo il 451)

### Vescovi copti
- Giacomo † (menzionato nel 730)
- Pietro † (menzionato nel 743/767)
- Severo † (menzionato nel 979/ 1003)
- Michele † (menzionato nel 1078/ 1092)
- Mohna † (menzionato nel 1216)

### Vescovi titolari
- Alexander Chulaparambil † (16 luglio 1914 - 21 dicembre 1923 nominato eparca di Kottayam)
- Celestino Annibale Cattaneo, O.F.M.Cap. † (30 marzo 1925 - 3 marzo 1936 nominato arcivescovo titolare di Sebastopoli di Abasgia)
- Ignatius Arnoz, M.H.M. † (13 aprile 1937 - 26 febbraio 1950 deceduto)
- Johannes Albert von Rudloff † (8 aprile 1950 - 26 giugno 1978 deceduto)
- Theodor Kettmann, dal 27 novembre 1978